# Alina Nowak-Romanowicz
Alina Nowak-Romanowicz (ur. 14 stycznia 1907 w Warszawie, zm. 19 stycznia 1994 w Katowicach) – polska muzykolożka.

## Życiorys
W latach 1921–1926 uczęszczała do klasy fortepianu w Wyższej Szkole Muzycznej im. Fryderyka Chopina  w Warszawie. Od 1926 do 1931 roku była uczennicą Piotra Rytla i Kazimierza Sikorskiego (teoria) oraz Józefa Turczyńskiego (fortepian). W latach 1929–1931 studiowała też teorię sztuki na Uniwersytecie Warszawskim. Od 1931 do 1935 roku studiowała muzykologię pod kierunkiem Zdzisława Jachimeckiego na Uniwersytecie Jagiellońskim. W 1936 roku uzyskała tytuł magistra. W latach 1947–1952 i 1957–1959 wykładała teorię w Państwowej Wyższej Szkole Muzycznej w Katowicach. Od 1960 do 1978 roku zatrudniona była w Katedrze Historii i Teorii Muzyki Uniwersytetu Jagiellońskiego. W 1961 roku uzyskała stopień doktora na podstawie wydanej w 1957 roku pracy Józef Elsner. Współpracowała z Komisją Muzykologiczną PAU, Polskim Wydawnictwem Muzycznym oraz redakcją Polskiego Słownika Biograficznego. W 1960 roku wygłosiła referat na Międzynarodowym Kongresie Chopinowskim w Warszawie.
W swojej pracy naukowej zajmowała się muzyką polską XVIII i pierwszej połowy XIX wieku. Badała twórczość Józefa Elsnera, któremu poświęciła pracę Sonaty Józefa Elsnera (Kraków 1936) oraz monografię Józef Elsner (Kraków 1957). Opublikowała też pracę Muzyka polskiego oświecenia i wczesnego romantyzmu (2 tomy, Kraków 1966). Prowadziła kwerendy w bibliotekach polskich i zagranicznych celem zebrania rozproszonych materiałów źródłowych do muzyki polskiej okresu oświecenia i wczesnego romantyzmu, angażowała się w prace wydawnicze.